# Air Zimbabwe
Air Zimbabwe is een Zimbabwaanse luchtvaartmaatschappij met haar thuisbasis in Harare. 

## Geschiedenis
Air Zimbabwe is opgericht in 1967 als Air Rhodesia. In 1978 werd de naam gewijzigd in Air Zimbabwe Rhodesia om uiteindelijk in 1980 haar huidige naam te ontvangen.
Sinds mei 2017 staat Air Zimbabwe op de zwarte lijst van onveilige luchtvaartmaatschappijen die bijgehouden wordt door de EU.

## Bestemmingen
Air Zimbabwe voert vluchten uit naar (februari 2019):

## Vloot
De vloot van Air Zimbabwe bestaat uit (februari 2019):